# Slint
Slint là một ban nhạc rock người Mỹ gồm Brian McMahan (guitar và hát), David Pajo (guitar), Britt Walford (trống và hát), Todd Brashear (bass trong Spiderland), và Ethan Buckler (bass trong Tweez). Ban nhạc thành lập tại Louisville, Kentucky, Hoa Kỳ, năm 1986 và tan rã sau khi thu âm song album thứ hai của họ, Spiderland, năm 1991.
Ban nhạc bắt đầu tái hợp không thường xuyên từ năm 2005.

## Lịch sử

### Tiền Slint
Walford và McMahan bắt đầu biểu diễn cùng nhau từ khi khi còn rất trẻ, thành lập Languid and Flaccid với Ned Oldham (sau đó của The Anomoanoan) khi vẫn còn ở trường trung học. Walford và McMahan gia nhập ban nhạc punk Louisville Squirrel Bait, dù Walford rời nhóm không lâu sau. Trước Slint, Pajo và Walford (và McMahan trong thời gian ngắn) cũng ở trong ban nhạc Maurice cùng những thành viên tương lai của Kinghorse. Walford, Pajo, và Buckler chơi buổi diễn đầu tiên cùng nhau năm 1985, dưới tên Small Tight Dirty Tufts of Hair.

### TweezvàSpiderland
Album đầu tay của Slint, Tweez, được sản xuất bởi Steve Albini năm 1987 và phát hành một cách thầm lặng qua hãng đĩa Jennifer Hartman Records năm 1989. Đĩa gốc Tweez LP có kèm theo một tờ quảng cáo cho một đĩa đơn 12" mà ban nhạc thu âm năm 1989. Tuy nhiên, ban nhạc ký hợp đồng với Touch & Go Records trước khi đĩa đơn kia được in, và do đó, không được phát hành. Tweez được tái bản vào năm 1993.
Năm 1991, Touch and Go ra mắt album thu thứ hai, Spiderland.
Được thu âm bởi Brian Paulson, Spiderland được xem là một tác phẩm giàu ảnh hưởng, với nhịp (rhythm) được nhấn lệch, những dòng guitar thưa thớt và những chủ đề nhấn mạnh vào sự xa lánh. Bìa Spiderland là một bức trong loạt hình ban nhạc được chụp bởi Will Oldham.
Năm 1994, một EP không tên được phát hành sau khi ban nhạc tan rã. EP gồm hai bài hát, một là phiên bản làm lại của "Rhoda" trong Tweez, còn lại là track "Glenn", chưa được phát hành cho tới thời điểm đó. EP này được thu trong thời kỳ giữa hai album.

## Thành viên
- Brian McMahan (guitar & hát)
- David Pajo (guitar)
- Todd Brashear (bass)
- Britt Walford (trống, guitar, hát)

### Thành viên biểu diễn trực tiếp 2005, 2007
- Michael McMahan (guitar)
- Todd Cook (bass)
- Matt Jencik (bass)

### Cựu thành viên
- Ethan Buckler (bass trong Tweez)

## Đĩa nhạc

### Album phòng thu
- Tweez (1989)
- Spiderland (1991)

### EP
- EP không tên (1994)